# Kate Bush (EP)
《Kate Bush》는 잉글랜드의 싱어송라이터 케이트 부시의 익스텐디드 플레이(EP)이다. 1983년 6월 15일 EMI 아메리카를 통해 미국과 캐나다에서 발매되었다. 1978년 영국 싱글 차트에서 1위를 기록한 부시의 데뷔 싱글 〈Wuthering Heights〉와 100만 장이 넘는 판매고를 올린 음반 《The Kick Inside》가 모두 빌보드 차트에 오르지 못하는 등 미국에서의 부진한 성적에 레이블은 이후 음반인 《Lionheart》와 《Never for Ever》는 미국에서 발매하지 않았다. 하지만 1982년 《The Dreaming》이 칼리지 라디오와 매체들의 호평을 받게 되고, 처음으로 빌보드 200에 진입하게 되면서 EMI는 대규모의 홍보 캠페인을 진행했으며, 그 일환으로 EP가 발매되었다. 
홍보 목적의 샘플러 음반인 《Kate Bush》는 미국반에 5곡이, 프랑스어를 일부 사용하는 캐나다에서는 프랑스어 노래 한 곡이 추가로 수록되었다. EMI는 EP를 홍보하기 위해 비행기 타는 것을 무서워하는 부시에게 배로 미국으로의 홍보 투어를 제안하였으나, 배의 엔진 문제로 인한 결항으로 취소되었다. 일부 평론가들은 미국 사람들에게 부시를 알리는 음반이라며 호평을 하였으나, 새로운 노래가 없다는 점과 미국 내 부시의 이미지에 악영향을 끼친다는 점이 지적되기도 하였다. 빌보드 200과 캐나다 음반 차트에서 각각 148위와 85위에 올랐다.

## 배경
부시는 영국과는 달리 미국에서 유명하지 않았다. 영국 싱글 차트에서 1위를 기록한 부시의 데뷔 싱글 〈Wuthering Heights〉는 빌보드 핫 100에 들지 못하는 108위에 그쳤으며, EMI 아메리카의 전폭적인 지원에도 불구하고 100만장이 넘는 판매고를 올린 《The Kick Inside》는 빌보드 200에 오르지 못하였다. 새터데이 나이트 라이브에 출연하여 공연을 펼쳤던 〈The Man with the Child in His Eyes〉는 85위에 진입했다. 《The Kick Inside》 이후 같은 해에 나온 《Lionheart》와 1980년 음반 《Never for Ever》는 당시 미국에서 발매되지 않았다. 로스앤젤레스 타임스는 이렇게 부시가 미국에서 유명하지 않은 이유로 노출의 부재를 꼽았으며, EMI의 직원이었던 브라이언 사우설은 "미국은 그녀의 공연이 필요했다"고 언급하면서 부시가 미국 투어를 할 대비가 되어 있지 않았다고 주장했다. 한편 부시는 자신의 음악이 "미국인들의 입맛에게는 너무 영국적이다"고 말하였다. 또한 "미국의 대다수 라디오 프로그램에 들어가는 건 쉽지 않다"고 주장했으며, EMI가 미국에서 음반을 발매했더라면 많은 도움이 됐을 것이라고 발언했다.
1982년에 발매된 《The Dreaming》은 데뷔 음반 이후 미국에서 처음으로 발매된 부시의 첫 정규 음반이 되었다. 《The Dreaming》은 《The Kick Inside》와는 달리 6만 여장만이 판매되는 등 상업적인 실패를 겪었다. 하지만 미국에서는 《The Dreaming》과 다른 음반의 노래를 섞은 라디오 홍보용 음반이 칼리지 라디오를 중심으로 인기를 얻기 시작하였고, 여러 매체로부터 긍정적인 평을 받았다. 이에 빌보드 200에 157위까지 진입하면서 《The Dreaming》은 처음으로 빌보드 200에 부시의 이름을 올린 정규 음반이 되었다. 부시는 상업적이라 생각했던 이전 음반들에 대한 미국 내 미온적인 반응과 《The Dreaming》의 빌보드 차트 진입으로 "끔찍하게 보수적이고, 라디오에서 쉽게 틀 만한 음악"을 좋아한다고 생각했던 미국 시장과는 완전히 모순적으로 보였다고 답했다. 이후 EMI 아메리카는 대규모 홍보 캠페인을 계획하였으며, 《Kate Bush》도 홍보의 일환으로 발매되었다.

## 발매
《Kate Bush》는 1983년 6월 15일 EMI 아메리카를 통하여 미국과 캐나다에 발매되었다. 《Kate Bush》는 홍보 목적으로 발매된 샘플러 음반으로서 미국에서는 5곡, 캐나다에서는 〈Ne T'enfuis pas〉를 추가한 6곡이 수록되었다. 〈Babooshka〉는 《Never for Ever》의 싱글이며, 〈Sat in Your Lap〉과 〈Suspended in Gaffa〉는 《The Dreaming》의 싱글이다. 〈Ne T'enfuis pas〉는 〈There Goes a Tenner〉의 B사이드로, 이듬해 EP의 수록곡이기도 한 〈The Infant Kiss〉의 프랑스어 버전 〈Un baiser d'enfant〉을 B사이드로 프랑스와 캐나다에서 싱글로 발매됐다. 프랑스어 노래는 프랑스어를 일부 사용하는 캐나다의 시장을 노리기 위한 것이었다. 〈James and the Cold Gun〉은 1978년 데뷔 음반 《The Kick Inside》의 수록곡으로, EP에 실린 것은 이듬해 진행된 투어의 라이브 버전이며, 《On Stage》에 실려 있는 것이다. 부시는 EP에 선택된 노래들에 대하여 "솔직히 말하자면 나는 그 다섯 곡을 고르지 않았을 것이다"라고 말하며 레이블과 직원들이 시장을 보고 결정한 것이라고 덧붙였다. 또한 〈Sat in Your Lap〉이 있기를 원했으며, 〈Un baiser d'enfant〉이 수록된 것은 좋다고 말을 이었다.

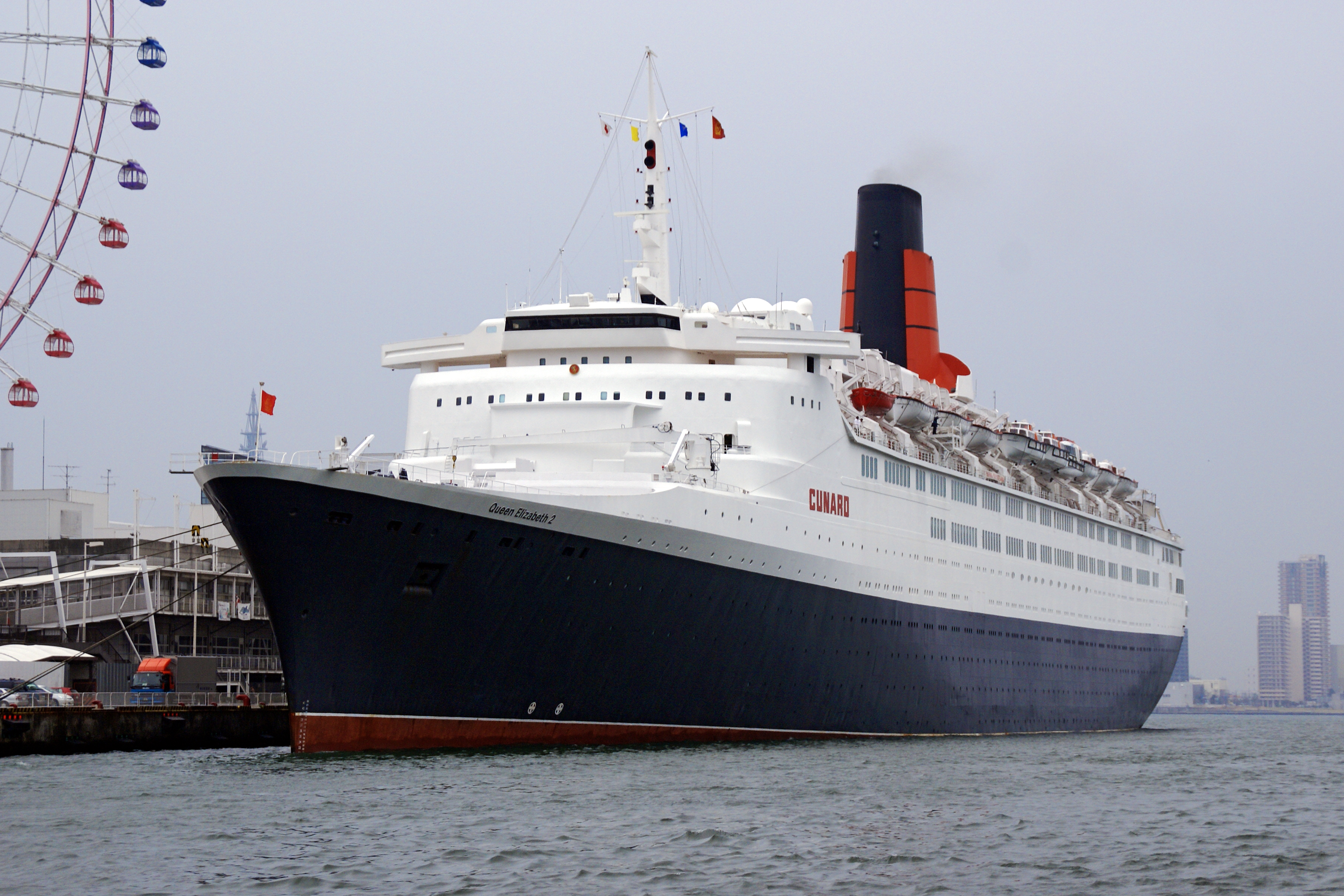
부시는 비행기 대신 퀸 엘리자베스 2(사진)로 미국 홍보를 진행하려 했지만, 배의 엔진 문제로 결항되며 취소되었다.

EMI는 《The Dreaming》의 홍보 활동으로 피로가 쌓여 휴식이 필요했던 부시의 상태를 알고 있었음에도 끊임없이 부추기며 미국을 방문하도록 하였다. 비행기를 타는 것에 공포를 느끼는 부시는 퀸 엘리자베스 2를 타고 미국을 방문하여 토드 룬드그렌, 피터 가브리엘과 데이비드 번을 만나는 등 음반 홍보 투어를 진행하려 하였지만, 엔진 문제로 배가 결항되면서 투어는 취소되었고 전화 인터뷰로 대체되었다. 부시는 미국 매체들이 호평했던 점을 언급하며 "매우 실망했다"고 이야기했다.
《Kate Bush》의 표지에는 갑옷을 입고 있는 부시의 모습이 담겨 있다. 부시는 표지가 시장에 어필이 될 수 있도록 표지를 선정하는데 참여하였다고 밝혔다. 캐나다에서는 파란색, 흰색, 빨간색, 초록색, 투명색, 갈색 음반을 생산하였다. 미국의 빌보드 200에서는 최고 순위 148위를 기록하고 총 6주 간 차트에 이름을 올렸으며, 캐나다 음반 차트에서는 85위까지 올라가 총 9주 동안 차트에 머물렀다. 전기 작가인 롭 요바노비치는 부시의 전기에서 음반의 빌보드 진입에 대해 "올바른 방향으로 조금밖에 나아가지 않은 것처럼 보이지만, 적어도 올바른 방향이기는 하다"고 적었다.

## 평가
| 전문가 평가                   | 전문가 평가           |
| 평가 점수                     | 평가 점수             |
| 출처                          | 점수                  |
| ----------------------------- | --------------------- |
| 롤링 스톤 앨범 가이드         | (1992) · (2004)       |
| 스핀 얼터너티브 레코드 가이드 | 4/10                  |
| 스테레오 리뷰                 | 특이함(idiosyncratic) |

《Kate Bush》는 미국과 캐나다의 평론가들로부터 양분된 평가를 받았다. 빌보드는 EP가 새롭지는 않지만, "더욱 듣기 쉬운 부시의 노래를 담은 샘플러로서 특히 영국의 흥미롭고 독창적인 아티스트 중 한 명을 미국의 대중들에게 소개하는 데 성공한다면 반가움 그 이상일 것이다"라고 언급했다. 보스턴 글로브의 브렛 밀라노는 《The Dreaming》을 놓친 이들에게 제공하는 "소형 베스트 음반 모음집"이라고 표현하였다. 뉴스데이의 웨인 로빈스는 영어의 속담을 활용해 "만약 당신이 손에 부시를 가지고 있지 않다면, 이 새는 당신을 위한 것이다"라고 묘사했다. 캐시박스 또한 60년대엔 재니스 조플린, 70년대엔 패티 스미스가 있다면 80년대에 가장 창의적인 여성 로커는 부시일 것이라며 음반을 추천하였다. 오디오 잡지 스테레오 리뷰의 마크 필은 샘플러 음반의 형식을 "새 유망주를 소개하는 현재 음악 산업 마케팅 형식"이라고 특징지으며 EP가 부시를 미국에 소개하는 "또 다른 기회를 주기 위한 노력"이라고 호평하였다.
반면 버펄로 뉴스의 데일 앤더슨은 《Kate Bush》가 부시의 "이상함만 가져오는데 성공했다"고 지적하였고, 캐나다의 신문사 더 프로빈스의 피오나 맥쿼리는 일부를 제외한 모든 노래가 이미 발매됐다는 점을 들며 "팬들은 아마 완전히 새로운 작품을 기다리는 걸 선호할 것이다"라고 언급하였다. 뮤지션에 리뷰를 쓴 J. D. 콘시딘은 긍정적인 면으로 사운드가 더욱 깨끗해졌다는 점을 꼽았지만, 결과적으로 《The Dreaming》 이후 부시의 대담함과 남들과의 차별점을 보인 이후 《Kate Bush》가 나온 것이 부시가 다른 야망 있는 여가수들과 비슷하게 만드는 것이라며 음반의 발매를 EMI의 실수라고 평했다. 이후 1992년 롤링 스톤 앨범 가이드의 집필에 참여한 콘시딘은 부시를 리뷰하며 EP에 별 2.5개를 주었지만, 이후 2004년 별 세 개로 상향했다. 스핀 얼터너티브 레코드 가이드에서는 책 내에서 리뷰한 부시의 음반 내 가장 낮은 점수인 4점을 매겼다.

## 트랙리스트
| #  | 제목                                      | 재생 시간 |
| -- | ----------------------------------------- | --------- |
| 1. | 〈Sat in Your Lap〉                       | 3:29      |
| 2. | 〈James and the Cold Gun (Live Version)〉 | 6:20      |
| 3. | 〈Ne t'enfuis pas〉 (캐나다반에만 수록)   | 2:33      |

| #            | 제목                                                         | 재생 시간 |
| ------------ | ------------------------------------------------------------ | --------- |
| 1.           | 〈Babooshka〉                                                | 3:20      |
| 2.           | 〈Suspended in Gaffa〉                                       | 3:56      |
| 3.           | 〈Un baiser d'enfant〉 (〈The Infant Kiss〉의 프랑스어 버전) | 3:00      |
| 총 재생 시간 | 총 재생 시간                                                 | 22:38a    |

- ^a  미국반은 20:05초

## 차트
| 차트 (1983)           | 최고 순위 |
| --------------------- | --------- |
| 빌보드 톱 LP & 테이프 | 148       |
| 캐나다 앨범 (RPM)     | 85        |

## 참여진
크레딧은 음반의 부클릿에서 발췌했다.
- 케이트 부시 – 작사·작곡, 프로듀서
- 존 켈리 – 프로듀서 (트랙 2, 3, 6)
- 론 맥마스터 – 마스터링
- 헨리 마르케즈 – 아트 디렉션
- 마이클 디엘 – 디자인
- 카인드라이트 – 사진

### 내용주
1. ↑  이후 미국에서 두 음반이 발매된 것은 1984년 1월이다.[8]
2. ↑  〈Suspended in Gaffa〉는 〈Sat in Your Lap〉과 달리 영국을 제외한 유럽에서만 발매되었다.[22] 대신 영국에서는 〈There Goes a Tenner〉가 발매됐다.[23]
3. ↑  영어 원문: If you don't have a Bush in hand, this bird's for you

### 참조주
1. ↑  요바노비치 2005, 76쪽.
2. ↑  위트번 1982, 26쪽.
3. ↑  “Kate Bush Getting EMI Kick” (PDF). 《빌보드》. 90권 33호. 1978년 8월 19일. 70쪽. 2023년 2월 22일에 원본 문서 (PDF)에서 보존된 문서. 2023년 6월 27일에 확인함 – worldradiohistory 경유.
4. ↑  페트리디스, 알렉시스 (2022년 6월 7일). “‘Ooh, yeah, you’re amazing!’ The wonder of Kate Bush – and 10 tracks to delight new listeners”. 《가디언》. 2023년 6월 6일에 원본 문서에서 보존된 문서. 2023년 6월 29일에 확인함.
5. ↑  스트롱 2006, 146–147쪽.
6. 1 2  톰슨 2014, 108쪽.
7. 1 2  스웰스, 피터 (1986년 1월). “Kate Bush: A British Cult Heroine-Turned-Superstar Passes Through the Realm of the Subconscious”. 《뮤지션》. 34–45쪽.
8. 1 2 3 4  톰슨 2014, 223쪽.
9. 1 2 3  스탠턴, 데이비드 (1984년 3월 18일). “Britain's Kate Bush on a U.S. Push”. 《로스앤젤레스 타임스》. 2023년 6월 25일에 확인함 – newspapers.com 경유.
10. 1 2  레어머, 리처드 (1984년 4월). “Kate Bush Touches the U.S. At Last”. 《펄스!》. 15쪽.
11. 1 2  레이머스, 존 (1984년 1월). “Kate Bush”. 《Voc'l》.
12. 1 2  톰슨 2014, 222쪽.
13. ↑  톰슨 2014, 194쪽.
14. 1 2  와츠, 피터 (2022년 4월). “Leave It Open”. 《언컷》. 99쪽  – 인터넷 아카이 경유.
15. ↑  요바노비치 2005, 142쪽.
16. ↑  “TOP LPs & Tape” (PDF). 《빌보드》. 94권 46호. 1982년 11월 20. 73쪽. 2023년 2월 22일에 원본 문서 (PDF)에서 보존된 문서. 2023년 6월 27일에 확인함 – worldradiohistory 경유.
17. 1 2  “Kate Bush - EP”. 《katebush.com》. 2023년 2월 6일에 원본 문서에서 보존된 문서. 2023년 6월 26일에 확인함.
18. 1 2  로빈스, 웨인 (1983년 8월 11일). “Record Capsules”. 《뉴스데이》. 38면. 2023년 6월 26일에 확인함 – newspapers.com 경유.
19. 1 2  앤더슨, 데일 (1983년 7월 1일). “Records/Briefly”. 《버펄로 뉴스》. 36면. 2023년 6월 26일에 확인함 – newspapers.com 경유.
20. ↑  “Babooshka”. 《katebush.com》. 2023년 2월 6일에 원본 문서에서 보존된 문서. 2023년 6월 26일에 확인함.
21. ↑  “Sat in Your Lap”. 《katebush.com》. 2023년 2월 6일에 원본 문서에서 보존된 문서. 2023년 6월 26일에 확인함.
22. 1 2  “Suspended In Gaffa”. 《katebush.com》. 2023년 2월 6일에 원본 문서에서 보존된 문서. 2023년 6월 26일에 확인함.
23. ↑  “There Goes A Tenner”. 《katebush.com》. 2023년 2월 6일에 원본 문서에서 보존된 문서. 2023년 6월 27에 확인함.
24. ↑  “Ne T'enfuis Pas”. 《katebush.com》. 2023년 2월 6일에 원본 문서에서 보존된 문서. 2023년 6월 27일에 확인함.
25. 1 2  베리, 브라이언 (1983년 9월). “Kate Bush”. 《와이어리스》.
26. 1 2  밀라노, 브렛 (1983년 8월 4일). “KATE BUSH - KATE BUSH EMI (EP)”. 《보스턴 글로브》. 2023년 6월 25일에 확인함 – newspapers.com 경유.
27. ↑  주비 1988, 112쪽.
28. ↑  톰슨 2014, 150쪽.
29. ↑  “Interview”. 《케이트 부시 클럽》. 16호. 1984년. 12쪽.
30. ↑  “Kate Bush”. 《레코드 컬렉터》. 76호. 1985년 12월. 23쪽.
31. 1 2  “TOP LPs & Tape” (PDF). 96권 30호. 1983년 8월 6일. 65쪽. 2023년 5월 27일에 원본 문서 (PDF)에서 보존된 문서. 2023년 6월 26일에 확인함 – worldradiohistory 경유.
32. ↑  “TOP LPs & Tape” (PDF). 96권 31호. 1983년 8월 13일. 57쪽. 2023년 2월 22일에 원본 문서 (PDF)에서 보존된 문서. 2023년 6월 26일에 확인함 – worldradiohistory 경유.
33. 1 2  “100 Albums”. 《RPM》. 38권 22호. 1983년 7월 30일. 2012년 11월 13일에 원본 문서에서 보존된 문서. 2023년 6월 26일에 확인함 – 캐나다 도서관 기록관 경유.
34. ↑  “100 Albums”. 《RPM》. 39권 1호. 1983년 9월 3일. 2015년 2월 18일에 원본 문서에서 보존된 문서. 2023년 6월 26일에 확인함 – 캐나다 도서관 기록관 경유.
35. ↑  요바노비치 2005, 166쪽.
36. 1 2  콘시딘 1992, 98–99쪽.
37. 1 2  콘시딘 2004, 122–23쪽.
38. 1 2  셰필드 1995, 62–63쪽.
39. ↑  필 1983, 90, 92쪽.
40. ↑  “KATE BUSH, EMI America MLP-19004” (PDF). 《빌보드》. 1983년 7월 16일. 56쪽. 2023년 5월 22일에 원본 문서 (PDF)에서 보존된 문서. 2023년 6월 25일에 확인함.
41. ↑  “Albums”. 《캐시박스》. 1983년 7월 2일. 8쪽. 2023년 6월 26일에 확인함.
42. ↑  필, 마크 (1983년 12월). “Recording of special merit” (PDF). 《스테레오 리뷰》. 90, 92쪽. 2022년 3월 29일에 원본 문서 (PDF)에서 보존된 문서  – worldradiohistory 경유.
43. ↑  맥쿼리, 피오나 (1983년 7월 10일). “Rock Records”. 《더 프로빈스》. 13면. 2023년 6월 26일에 확인함 – newspapers.com 경유.
44. ↑  콘시딘, J. D. (1983년 9월). “Kate Bush: Kate Bush (EMI/America)”. 《뮤지션》. 59호. 100쪽.
45. 1 2  《Kate Bush》 (EP). 케이트 부시. EMI 아메리카. 1983년. MLP-19004.

### 참고 문헌
- 요바노비치, 롭 (2005년). 《Kate Bush: The Biography》. 포트레이트. ISBN 0-7499-5049-8 – 인터넷 아카이브 경유. (가입 필요).
- 위트번, 조엘 (1982년). 《Joel Whitburn's Bubbling Under the Hot 100 1959–1981》. 머너머니폴스: 레코드 리서치. ISBN 0-89820-047-4 – 인터넷 아카이브 경유. (가입 필요).
- 스트롱, 마틴 C. (2006년). 《The Essential Rock Discography》. 런던: 캐논게이트. ISBN 978-184195-860-6.
- 톰슨, 그레이엄 (2014년). 《Under the Ivy: The Life & Music of Kate Bush》. 런던: 옴니버스 프레스. ISBN 978-1-78305-747-4. (가입 필요).
- 주비, 케리 (1988년). 《Kate Bush: The Whole Story》. 런던: 시즈윅 & 잭슨. ISBN 0-283-99721-4.
- 콘시딘, J. D. (1992년). 〈Kate Bush〉.   드커티스, 앤서니; 헨크, 제임스. 《The Rolling Stone Album Guide》 3판. 뉴욕: 랜덤 하우스. ISBN 0-679-73729-4.
- 콘시딘, J. D. (2004년). 〈Kate Bush〉.   브래킷, 네이선; 호드, 크리스천. 《The New Rolling Stone Album Guide》 4판. 사이먼 & 슈스터. ISBN 0-7432-0169-8.
- 셰필드, 롭 (1995년). 〈Kate Bush〉.   웨이스바드, 에릭; 마크스, 크레이그. 《Spin Alternative Record Guide》. 빈티지 북스. ISBN 0-679-75574-8.